# William Cooper
William Cooper (ur. 1798, zm. 1864) – amerykański przyrodnik, konchiolog i kolekcjoner.
Cooper w latach 1821–1864 studiował zoologię w Europie. Po zakończeniu studiów podróżował po Nowej Szkocji, Kentucky i Bahamach gromadząc okazy. Jego zbiory okazały się wielką pomocą dla przyrodników takich jak John James Audubon, Charles-Lucien Bonaparte i Thomas Nuttall. 
Charles-Lucien Bonaparte nazwał jego imieniem ptaka: krogulca czarnołbistego (Accipiter cooperii) po tym jak Cooper zdobył jego okaz w 1828 roku.
William Cooper był pierwszym amerykańskim członkiem Londyńskiego Towarzystwa Zoologicznego oraz jednym z założycieli New York Lyceum of Natural History (obecnie Nowojorska Akademia Nauk).
Jego synem był słynny lekarz i przyrodnik: James Graham Cooper (1830–1902).
W nomenklaturze zoologicznej jego skrót nazwiska to Cooper, natomiast w botanicznej to W.Cooper.